# Stimulation cérébrale profonde
La stimulation cérébrale profonde est un traitement médical invasif (neurochirurgical) consistant à implanter chirurgicalement dans le cerveau des électrodes, connectées à un boîtier mis en place sous la peau et qui délivre un courant électrique de faible intensité dans certaines structures spécifiques situées en profondeur de cet organe comme le thalamus ou certains noyaux des ganglions de la base, comme le noyau sous-thalamique ou le globus pallidus. Les sites stimulés varient selon l'indication : Ce traitement peut en effet être utilisé pour traiter des maladies neurologiques, telles que la maladie de Parkinson, les tremblements ou les dystonies, mais aussi plus rarement des troubles psychiques résistants aux autres formes de traitements, tels que des formes sévères de TOC ou de dépression.

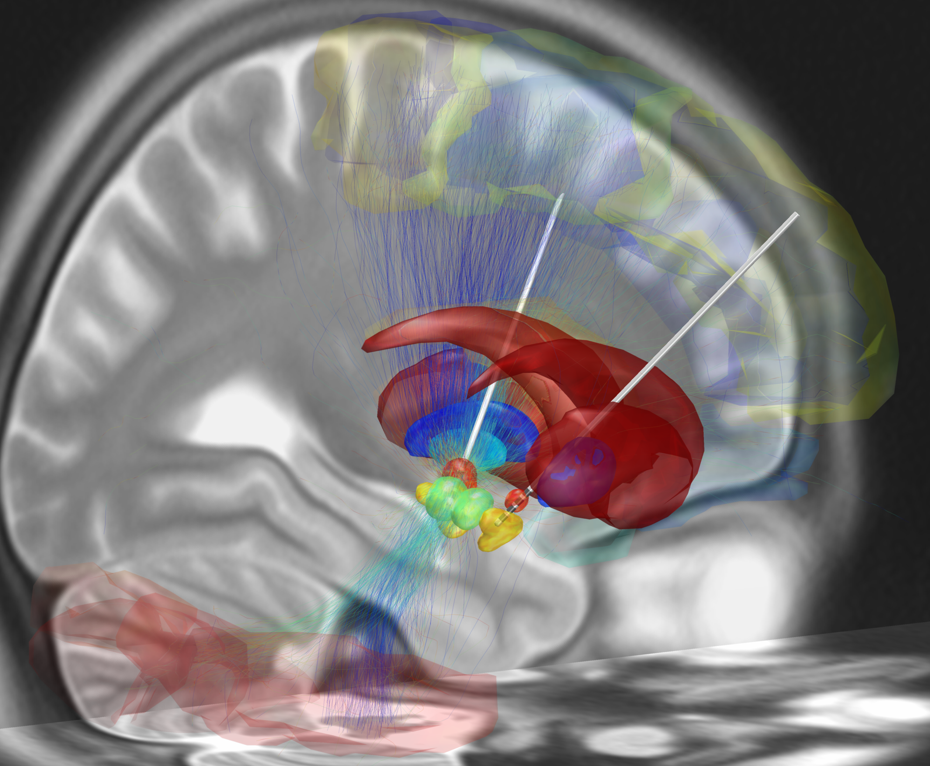
Reconstruction en 3D d'un cerveau où l'on peut voir les deux électrodes implantés qui ciblent les structures profondes du cerveau, mises ici en couleurs.

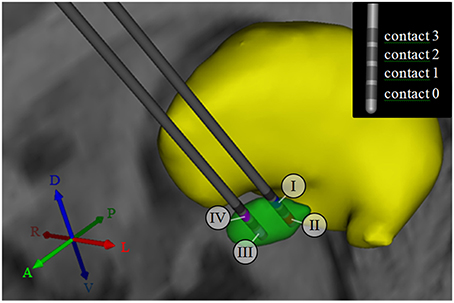
SCP

## Historique
La stimulation cérébrale profonde a été mise au point grâce à une collaboration du neurochirurgien Alim-Louis Benabid et du neurologue Pierre Pollak au CHU de Grenoble, dans les années 1980-1990.

## Mode d'action
Les mécanismes exacts par lesquels la stimulation cérébrale profonde agit restent mal compris. L'hypothèse dominante est que l'application du courant électrique alternatif produit par le stimulateur va modifier l'activité neurophysiologique dans les régions ciblées, mais éventuellement aussi à distance via les nombreux faisceaux de fibres qui connectent les différentes parties du cerveau.
La stimulation électrique peut tout aussi bien activer qu'inhiber l'activité des neurones. Elle favorise le relargage de glutamate et d'adénosine par les astrocytes, ce qui a pour conséquence d'abolir l'activité spontanément oscillante du thalamus.

## Indications

### Maladie de Parkinson
On peut proposer la mise en place de stimulation cérébrale profonde quand ces éléments sont réunis :
- bonne réponse aux traitements par dopamine ;
- présence de fluctuations on-off ;
- dyskinésie sévère diminuant la qualité de vie ;
- tremblement résistant aux médicaments ;
- et fonctions cognitives relativement conservées.

La stimulation cérébrale profonde améliore aussi bien les symptômes que la qualité de vie des patients résistants au traitement habituel. L'efficacité semble être prolongée, avec un recul de plus de 10 ans pour certains patients. En cas d'échec, un repositionnement de l'électrode, voire son changement ou une modification de sa cible anatomique peuvent être proposés.
La cible peut être le noyau sous-thalamique ou le globus pallidus, les deux sites étant équivalents du point de vue de l'efficacité. Elle peut être unilatérale ou bilatérale en cas de résultats insuffisants.

### Troubles psychiatriques
Les autres indications sont essentiellement en cours d'évaluation.
Quelques essais ont été faits lors de dépressions graves et résistantes avec des résultats favorables, initiés par la neurologue américaine Helen S. Mayberg. Dans ce cas, la stimulation a pour cible l'aire de Brodmann 25, située dans le cortex cingulaire antérieur.
Des résultats prometteurs ont été également obtenus dans le cas des troubles obsessionnels compulsifs, avec pour cibles possibles le noyau sous-thalamique ou  des zones striatales telles que la partie ventrale du bras antérieur capsule interne ou encore le noyau accumbens, voire une combinaison de cibles.
Elle est en cours de test dans l'anorexie mentale ou dans la maladie d'Alzheimer ainsi que la maladie de Gilles de la Tourette.
Les approches les plus récentes de la recherche sur les applications de la stimulation cérébrale profonde en psychiatrie se concentrent sur l'approche connectomique, soit l'identification de réseaux de fibres plutôt que de cibles focalisées,, et l'identification de biomarqueurs psychiatriques pour une stimulation adaptative.

## Réalisation
Une imagerie cérébrale par scanner ou par IRM est faite afin de visualiser la cible de la stimulation. Des repères sont mis en place sur la peau du crâne pour le repérage tridimensionnel. Le trajet de l'implantation est alors fixé, en tenant compte de la position des vaisseaux sanguins afin de les éviter.
La procédure est faite idéalement chez un patient éveillé et ayant arrêté ses traitements neurologiques afin d'évaluer précisément le retentissement de la mise en place des électrodes. Ces dernières sont introduites, après anesthésie locale, à travers une petite ouverture effectuée dans le crâne et sont positionnées dans la cible soit à l'aide d'une reconstruction tridimensionnelle du cerveau du patient, soit sous contrôle direct d'une IRM. Les électrodes sont alors fixées au crâne et sont tunnelisées sous la peau jusqu'au lieu d'implantation du boîtier (zone sous-claviculaire). Ce dernier est mis en place sous la peau et connecté aux électrodes.
L'implantation d'électrodes pour des procédures fonctionnelles (stimulation cérébrale profonde, stimulation du cortex cérébral) est un exemple où l'aide d'un robot peut être appréciable.

## Incidents et accidents, effets secondaires
Comme pour toute implantation de matériel, les deux principales complications sont l'infection et l'hémorragie.
Le taux d'infection peut atteindre 5 %, restant en règle générale extra cérébrale mais imposant le retrait du matériel. Le risque hémorragique est comparable, souvent sans conséquence, mais peut conduire plus rarement, à un déficit neurologique irréversible ou au décès.
Des troubles de l'humeur peuvent survenir. Une conduite addictive pourrait être également favorisée. Des troubles des mécanismes cognitifs concernant la fluence verbale ont été décrits, (le patient parle plus lentement).
Une apparition ou une aggravation de troubles dépressifs, suffisants pour conduire à l'idéation suicidaire, ainsi que de l'apathie et des troubles anxieux, des cas de manie ou d'hypomanie parfois accompagnés d'hypersexualité, ont été relevés. Certains de ces effets secondaires ont également été relevés dans des techniques voisines, comme la pallidectomie.

## Surveillance
Le système est mis en route quelques semaines après l'implantation afin d'attendre la réabsorption d'un éventuel œdème cérébral local.
Le réglage joue sur la fréquence de stimulation (130  à   185 Hz) la largeur des impulsions (60  à   120 μs) et l'amplitude de ces dernières (2,0  à   5,0 V) et doit être adapté pour chaque patient.
La présence d'une stimulation profonde cérébrale rend très souvent l'électrocardiogramme du patient ininterprétable du fait des artéfacts électriques et impose l'inhibition transitoire du stimulateur pour pouvoir obtenir un tracé correct.

## Coût
La technique reste coûteuse du fait du matériel, de l'implantation et de la surveillance. Par exemple, son coût a été estimé en Allemagne à plus de 20 000 euros la première année (2005). Il est divisé par trois les années suivantes (simple surveillance). Ceci est à rapprocher du coût moyen annuel des soins (4 700 euros) et du traitement médicamenteux (2 800 euros) estimés. Toutefois une autre étude estime le traitement médicamenteux annuel dix fois plus onéreux (28 200 euros) et montre une importante réduction du coût chez les patients traités par stimulation cérébrale profonde (17 600 euros).